# ارتش پومورزه
سپاه پومورزه (لهستانی:  Armia Pomorze) یکی از سپاه‌های ارتش لهستان در سال ۱۹۳۹ بود که وظیفه داشت تا از این کشور در برابر تهاجم آلمان نازی دفاع نماید. این سپاه در ۲۳ مارس ۱۹۳۹ تحت فرماندهی وادیسواو بورنووسکی ایجاد گشت و شامل ۵ لشکر پیاده‌نظام، ۲ تیپ دفاع ملی لهستان و ۱ تیپ سواره‌نظام بود.

## وظایف
سپاه پومورزه وظیفه داشت تا از ترونی و بیدگوشچ در برابر تهاجم احتمالی آلمانی‌ها دفاع نموده و عملیات آن‌ها در کریدور لهستان را تا حد امکان به تعویق بیندازد.

## تاریخچه عملیاتی
سپاه پومورزه در نبرد جنگل توخولا تلفات سنگینی را متحمل شد و یک سوم توان خود را از دست داد. از همین رو، نیروهای باقی‌مانده از ۶ سپتامبر شروع به عقب‌نشینی به سمت ورشو نمودند و به سپاه پوزنان پیوستند که همراه با آن در نبرد بزورا (۹ تا ۲۰ سپتامبر) شرکت داشتند.